# معادلة مونود
معادلة مونو أو مونود هي معادلة أو نموذج رياضي لتوصيف نمو الكائنات الدقيقة. جاء اسمها من العالم جاك مونو، حيث اقترح مونو استخادم معادلة لربط نسب نمو الكائنات الدقيقة - الميكروبية - في وسط مائي بالتراكيز العظمي للمغذيات التي تتغذى عليها هذه الكائنات، مثل السكر للباكتيريا .
نموذج مونو شبيه بنموذج مياكيليس ومينتين ، إلا أن الاختلاف يكمن في ان مونو نموذج تجريبي بينما النموذج الخاص بماكسيليس ومينتين نموذج مبني على أسس نظرية.
يستخدم هذا النموذج في عدة مجالات مثل معالجة الصرف الصحي بالمايكروبات، إلى تخمير المركبات الدوائية والطعام.

## المعادلة
معادلة مونو كالتالي 
{\displaystyle \mu =\mu _{\max }{S \over K_{s}+S}}
حيث:

معدل النمو μ كتابع لتراكيز الركيزة S.

- μ هو معدل نمو الكائن الحي الدقيق- المايكروبي- .
- μmax الحد الأعلى لمعدل النمو .
- S تركيز الركيزة - أو أي مركب - يحد النمو.
- Ks ثابت نصف السرعة وهو يساوي قيمة S عندما تكون القيمة μ/μmax = 0.5

μmax و Ks هما معاملات تجريبية للمعادلة، حيث يختلفون بين الأصناف ويعتمدون أيضا على شروط البيئة المحيطة.
1. ↑  Monod، Jacques (1949). "The Growth of Bacterial Cultures". Annual Review of Microbiology. ج. 3: 371. DOI:10.1146/annurev.mi.03.100149.002103.
2. ↑  Monod، J. (1942). Recherches sur la croissance des Cultures Bactériennes. Paris: Hermann.
3. ↑  "ESM 219: Lecture 5: Growth and Kinetics" (PDF). مؤرشف من الأصل (PDF) في 2009-12-29.